# Châteauroux Classic de l'Indre
De Châteauroux Classic de l'Indre is een voormalige eendaagse wielerwedstrijd die tussen 2004 en 2014 werd verreden in het departement van de Indre in Frankrijk, met aankomst op een omloop in Châteauroux. De wedstrijden vonden eind augustus plaats.
Van 2005 tot het einde in 2014 maakte hij deel uit van de UCI Europe Tour in de categorie 1.1. De organisatie maakte eind 2014 bekend dat dat het laatste jaar van de koers zou zijn.

## Lijst van winnaars

### Meervoudige winnaars
| Overwinningen | Renner         | Land      | Jaren            |
| ------------- | -------------- | --------- | ---------------- |
| 3             | Anthony Ravard | Frankrijk | 2008, 2010, 2011 |
| 2             | Jimmy Casper   | Frankrijk | 2005, 2009       |

### Overwinningen per land
| Overwinningen | Land                                     |
| ------------- | ---------------------------------------- |
| 7             | Frankrijk                                |
| 1             | Australië, België, Brazilië, Wit-Rusland |